# 鳥栖體育場
鳥栖體育場（Tosu Stadium，現時更名為駅前不動產體育場）是日本佐賀縣鳥棲市的專用足球場，目前是日本職業足球聯賽球會鳥栖砂岩的主場館，該球場可容納24,130人，建於1996年，球場舊址屬於鳥栖站的鐵路車廠及編組場。久留米市的房地產公司驛前不動產控股公司投得球場的命名權，於2019年2月1日球場改名站前不動產體育場（駅前不動産スタジアム）。

## 圖集

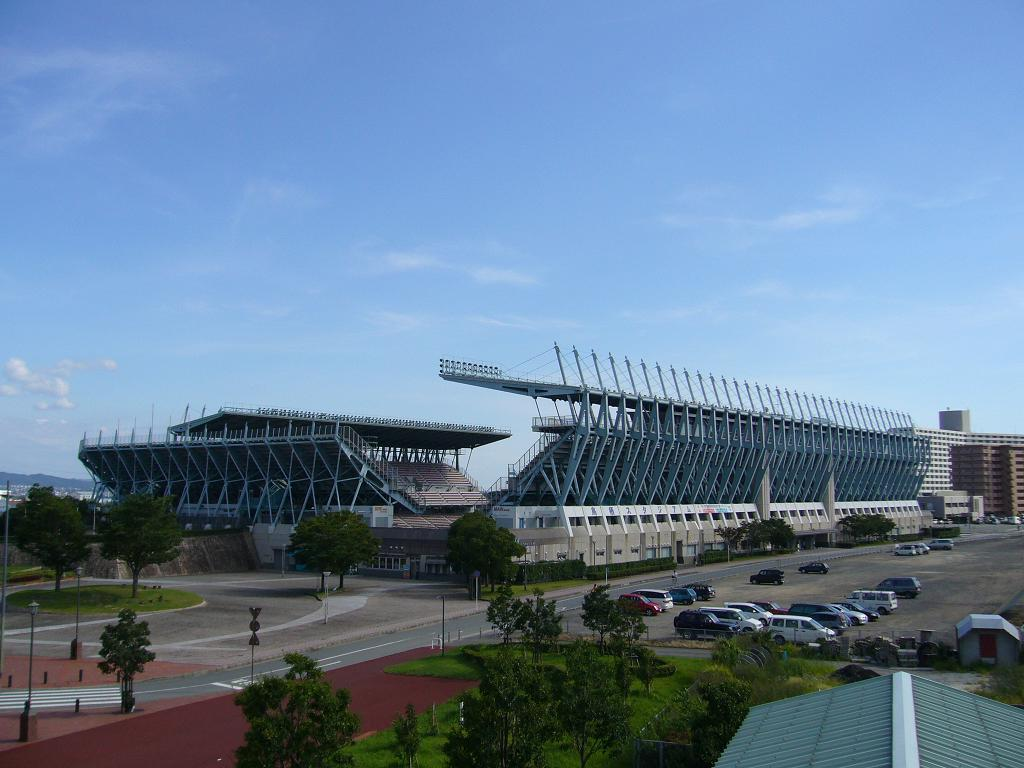
球場外觀（2007年）
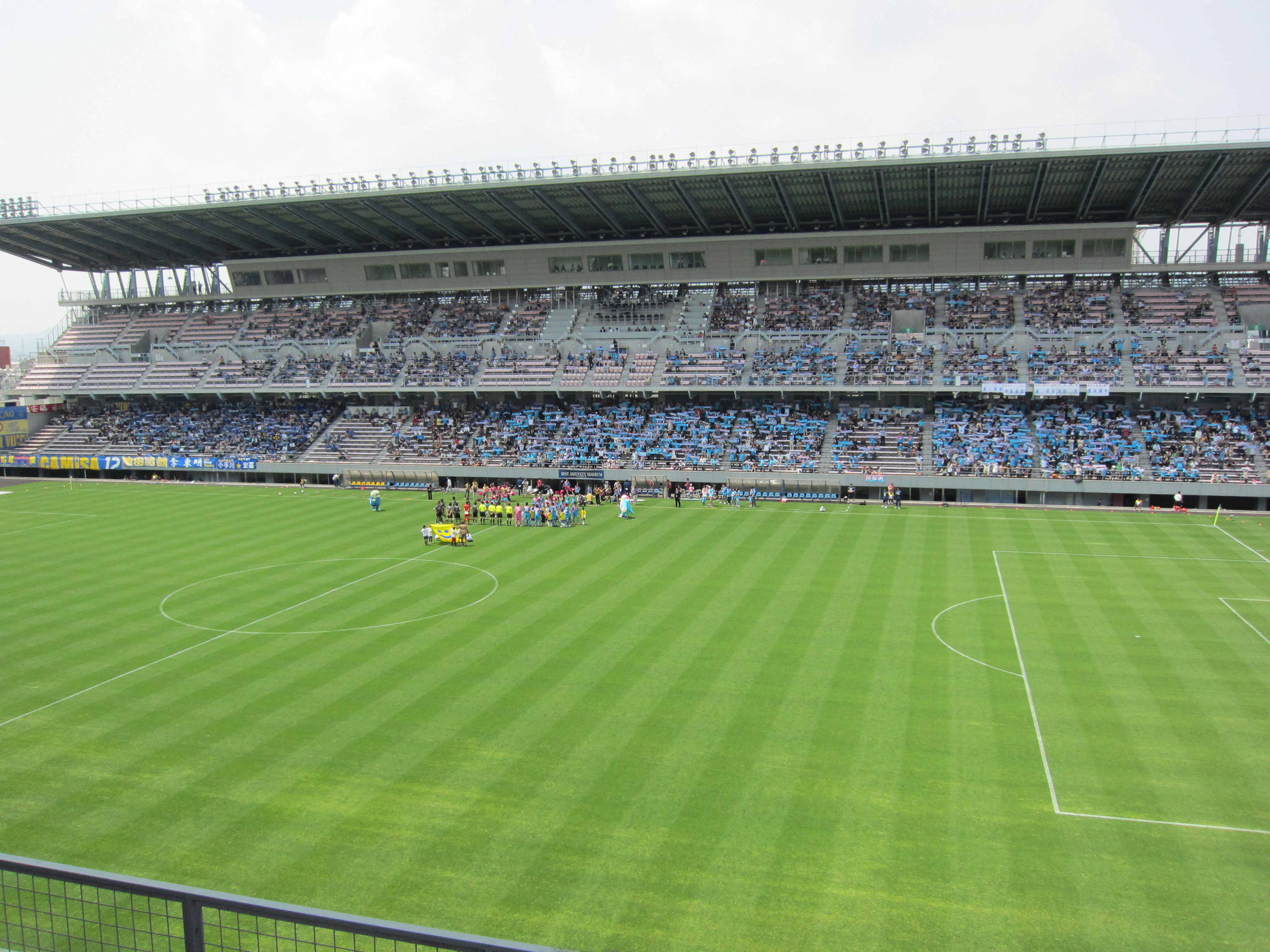
主看台（2011年）
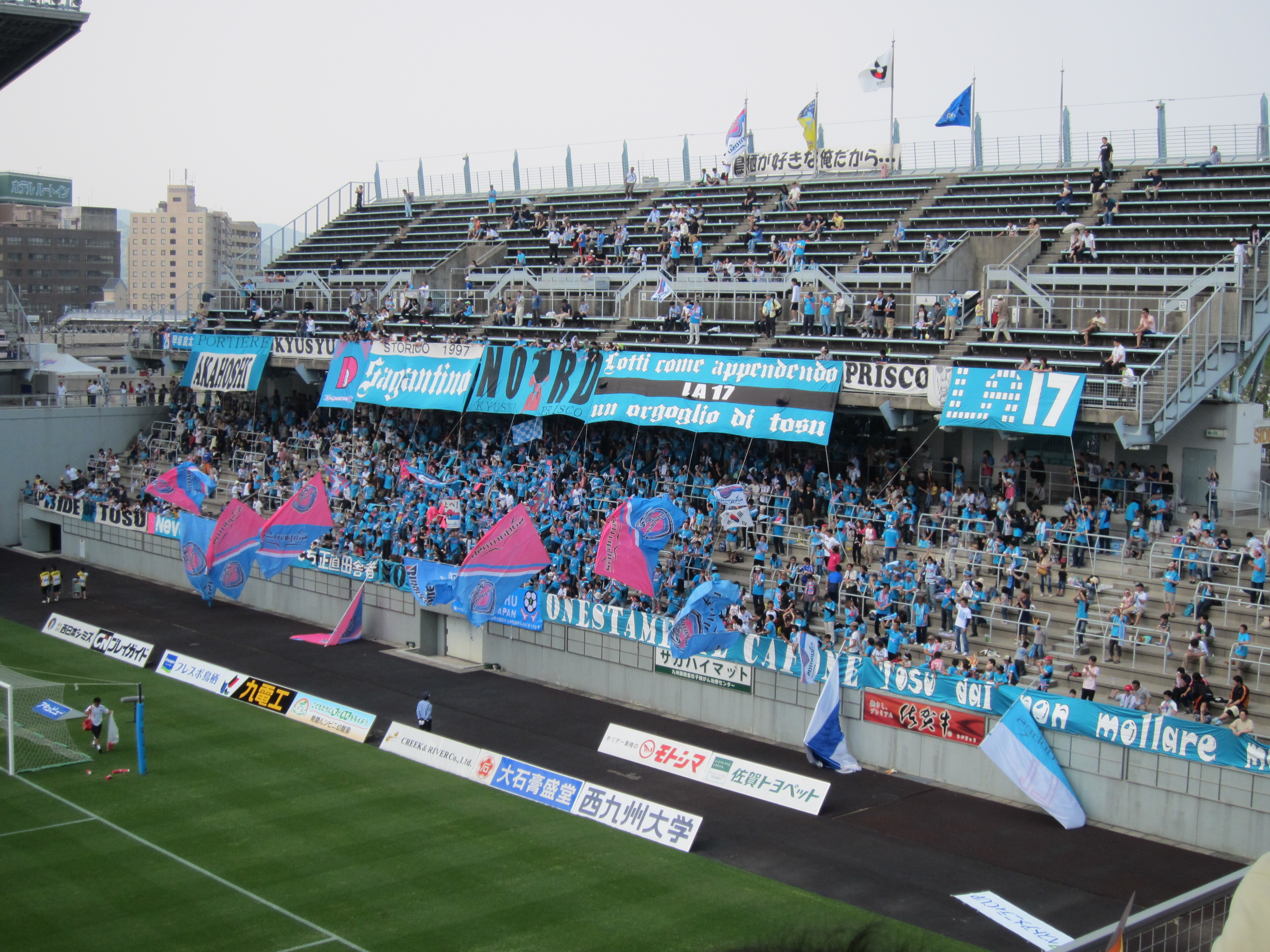
鳥栖砂岩支持者（2011年）
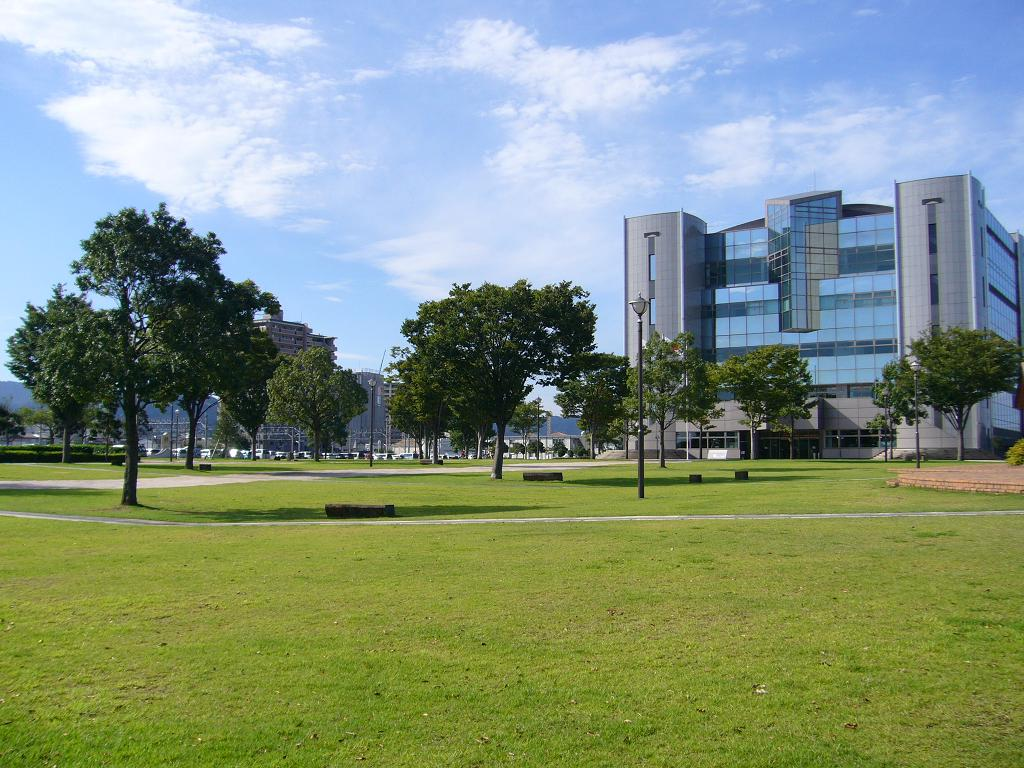
球場外的草地廣場

## 外部連結
- 日職聯：球場介紹 （页面存档备份，存于） （日語）